# Examen mental psicológico
El examen mental psicológico o evaluación psicológica forense es una parte de la historia clínica donde se describen las funciones mentales y psicológicas del paciente. Es la descripción del funcionamiento del psiquismo del paciente al momento del examen y equivale al examen físico en el área corporal. Esta evaluación es el conjunto de dos disciplinas que son Derecho y Psicología para el estudio del comportamiento humanos desde el punto de vista de la leyes y de la naturaleza, donde se predice si el sujeto volverá a reincidir en los delitos cometidos anteriormente o cometerá delitos nuevos. También se puede dar en el ámbito familiar como padres conflictivos, con problemas económicos o niños problemáticos, que abandonan el ámbito escolar a una edad muy temprana, etc. 
La evaluación psicológica forense ayuda en las decisiones judiciales que no requiere secreto profesional cuyas fuentes para obtener la información son test, entrevistas, informes médicos, etc. 

## Ítems a evaluar
Hay diferentes aspectos del psiquismo humano que se evalúan en el examen mental, la descripción puede hacerse dentro de la normalidad o por el contrario en condiciones patológicas, a continuación se muestran las funciones más importantes del psiquismo y los posibles hallazgos.

### Apariencia general, actitud y comportamiento.
- Cómo y con quien llega.[8]
- Aspecto físico: vestimenta, higiene corporal, posturas, mirada y expresión facial, edad aparente
- Conducta observable y expresión corporal
- Contacto visual: espontáneo, esquivo.
- Contacto verbal: fluido, mantenido, voz alta, cuchicheada, temblorosa, monótona, dramática, ronca, vacilante, tartamudeante.
- Actitud: de interés, colaborador, de perplejidad, distante, extraña, de inhibición, de extrañeza, altiva, extravagante, de confianza en sí mismo, intrusiva, quejumbrosa, infantil, demandante, hostil, pasivo-agresiva, seductora, histriónica, alucinatoria, complaciente, crítico, evasivo.
- Biotipo: leptosómico, pícnico, atlético

### Conciencia
1. Normal: Consciente, alerta, lúcido.[9]
2. Alteraciones de la estructura 
  - Cuantitativas: Hipervigilancia e hipovigilancia (somnolencia, obnubilación, estupor, coma).
  - Cualitativas: Síndrome confusional (síndrome confuso-onírico, estado crepuscular).
3. Alteraciones del contenido
  - De la captación del yo corporal: Dismorfofobia, agnosia, asomatoagnosia, anosognosia, miembro fantasma, autotopagnosia heautoscopia, deuteroscopia, personalidad múltiple.
  - De la captación del yo psicológico: trastorno de la identidad del yo, trastorno del gobierno del yo, despersonalización (belle indiference), signo del espejo.[7]
  - De la captación del mundo externo: desrealización, asterognosia, prosopagnosia.

### Orientación
- Normal: Orientado.
- Desorientación: 
  - Parcial: alopsíquica (espacio y tiempo) o autopsíquica (persona).
  - Global: alopsíquica y autopsíquica.
- Doble orientación.
- Falsa orientación y orientación confabulada.[7]

### Atención
- Normal: Euprosexia
- Disprosexias
  - Cuantitativas: Hiperprosexia, hipoprosexia y aprosexia.
  - Cualitativas: pseudopaprosexia y paraprosexia.
- Concentración: lábil, fatigable, distráctil.
- Ausencia mental, laguna mental
- Dispersa

### Ánimo
- Normal: eutimia
- Trastornos cualitativos:
  - Apropiación: apropiado, inapropiado.
  - Adecuación: adecuado, inadecuado, alexitimia, inversión de afectos, disociación ideoafectiva (paratimia), ambivalencia (ambitimia), afecto contenido, neotimias
  - Modulación: modulado (normal), plano, hipomodulado, hipermodulado, embotado, constreñido, incontinencia afectiva, cara inexpresiva (apatía), bella indiferencia, labilidad afectiva.[10]
  - Anhedonia.
- Trastornos cuantitativos: (Fondo)
  - Distimias:
    - Hipertimias (afecto expansivo):[11]
      - Placenteras: alegría, euforia, elación, júbilo, exaltación, éxtasis, manía, trema
      - Displacenteras: depresión, hipomanía

    - Hipotimias (afecto depresivo): Apatía, ansiedad, miedo, pánico, fobia, aversión, irritabilidad, ira, agresividad, hostilidad, depresión, melancolía, pesadumbre, tristeza, sorpresa, rabia.
    - Atimia

### Memoria
1. Cuantitativos 
  - Hipermnesia: visión panorámica de la existencia (ibro de la vida), hipermnesia prodigiosa, ideativa o afectiva, idiots savants, hipertimesia, ecmesia.
  - Hipomnesia.
  - Amnesia:
    - Según la cantidad: completa, parcial o circunscrita (lacunar, afectiva, catatímica, selectiva, disociativa, por ansiedad).
    - Según el momento (generales progresivas): anterógrada (de fijación o inmediata), retrógrada (de evocación o remota) o retro-anterógrada (global).

  - Dismnesias
2. Cualitativas (paramnesias):
  - Paramnesias del recuerdo (alomnesias): Falsos recuerdos.
  - Paramnesias del reconocimiento:
    - Paramnesia reduplicativa.
    - Falsos reconocimientos: síndrome de Capgras (Ilusión de Sosías), doble de sí mismo, reconocer a desconocidos (Síndrome de Frégoli).
    - Errores en localización del recuerdo: en espacio, en tiempo, deja vú, jamais vú.
    - Criptomnesia (reminiscencia).
    - Agnosias:
      - Visuales: agnosia de color, alexia, dislexia, acalculia, discalculia, prosopagnosia.
      - Auditivas: afasia sensorial de Wernicke, amusia.
      - Táctiles: estereoagnosia.

  - Evocación del recuerdo distorsionado:
    - Fabulación o confabulación: amnéstica o situacional y fantástica.
    - Pseudología fantástica (mitomanía).

### Lenguajeycomunicación
- Normal: eulalia, coherente, fluido.
- Trastornos psicológicos:
  - Trastornos del lenguaje oral: afasia, jergafasia, palilalia.
    - Cantidad: mutismo, logorrea, verborrea, verbigeración, verbilocuencia.
    - Volumen: muy alto, muy bajo, musitación.
    - Velocidad: bradilalia, taquilalia, bradifasia, taquifasia.
    - Comunicación: monólogo, ecolalia
    - Calidad: alogia, fragmentación, lenguaje enfático, aprosodia, alexitimia, neologismos, esteriotipia verbal.
    - Tono

  - Trastornos del lenguaje escrito y escritura:
    - Escrito: agrafia.
    - Lectura: alexia, hemialexia,
- Trastornos orgánicos: 
  - Trastornos de la articulación: disartria, anartria, habla escandida, disglosia
  - Trastornos de la pronunciación: dislalia: lamdacismo, ceceo, lalación, rotacismo, gamacismo, afonía, disfonía
  - Trastornos de la comunicación: afasias (de comprensión (de Wernicke) y expresión (de Broca)), disfemia (tartamudez)

### Pensamiento
1. Origen: 
  - No patológico: abstracto (lógico y simbólico) o mágico/primitivo (en niños)
  - Patológico: concreto, autista (dereísta)
2. Contenido
  - Ideas: fijas, sobrevaloradas, obsesivas, fóbicas, suicidas, homicidas, de desesperanza, de minusvalía
  - Ideas delirantes primarias:
    - Depresivas: hipocondría, ruina, culpa, negación soganis.
    - Paranoide: megalomanía, persecutoria, perjuicio, mística, mesiánica, autorreferencia, control, nihilista

  - Ideas delirantes secundarias.
  - Delirium
  - Delirio crónico: parafrénico, erotomaniaco, celotípico, querulante (reivindicativo), inventivo.
3. Curso
  - Normal: eupsiquia
  - Por defecto: bradipsiquia, bloqueo de pensamiento, mente en blanco.
  - Por exceso: taquipsiquia, fuga de ideas.
4. Forma
  - Pobreza de pensamiento.
  - Tipos de pensamiento: circunstancial (prolijo), divagatorio, tangencial, perseverante, disgregado, incoherente.
  - Ecolalia, asonancia, neologismos.
  - Pararespuestas

### Sensopercepción
- Trastornos cuantitativos: 
  - Velocidad: aceleración o retardo de la percepción
  - Intensidad: hiperestesia, hipoestesia.
- Trastornos cualitativos: 
  - Parapersepciones: 
    - Ilusiones:
      - Metamorfosias: dismorfosia, dismegalosia (macropsia o micropsia), porropsia.
      - Ilusión de acabado, ilusiones afectivas o catatímicas, pareidolia.[7]

    - Imagen parásita (flash back).
    - Imagen consecutiva.
    - Imagen eidética.
    - Parapersepción: tipo Kandinsky y tipo Baillarger.

  - Alucinaciones: 
    - Visuales: 
      - Según la complejidad: simples y elementales (fotomas, fotosias), complejas (oníricas).
      - Según el campo visual: escenográficas.
      - Según el tamaño: micropsias (liliputienses) o macropsias (gulliverianas)
      - Según el contenido: amorfas o formadas (antropopsias, zoopsias, autoscopia).

    - Auditivas:
      - Según la complejidad: acoasmas (silbidos, zumbidos o pitidos) o complejas (voces) a su vez indirectas (fonemas comentadores) o directas (fonema imperativo o de comando), eco de pensamiento.
      - Según el contenido: amorfas (acúfenos) o formadas.

    - Olfatorias:
      - Cacosmia
      - Cualitativas: parosmia: disosmia, fantosmia

    - Gustativas
    - Táctiles: hápticas, térmicas o hígricas.
      - Según la complejidad: simples o compuestas.
      - Según la actividad: activas o pasivas.
      - Según la localización: hipodérmicas o epidérmicas.

    - Cenestésicas:
      - Según la extensión: generales o parciales.
      - Según el tamaño: de todo el cuerpo, de una parte.
      - Según el material: diferentes materiales (acero, madera...)
      - Según la inclusión de cuerpos extraños: diferentes objetos (radio, radar...)
      - Según la variación del número o clase de los miembros: p.ej. 2 hígados.
      - Mixtas.

    - Cinestésicas o quinestésicas: activas o pasivas, vestibulares.
    - Alucinaciones de la sensibilidad visceral.
    - Complejas: más de un tipo de alucinación.

  - Alucinaciones extracampíneas: fuera del propio campo sensorial.
  - Alucinaciones negativas: niega la existencia de algo que si existe.
  - Pseudoalucinación: alucinaciones psíquicas.
  - Pensamiento sonoro, eco de pensamiento, robo de pensamiento.
  - Alucinosis
  - Sinestesia (alucinaciones reflejas): sinestesia auditiva-visual
  - Alucinaciones hipnagógicas o hipnopómpicas.

### Inteligencia
- Cuantitativo:
  - Dentro del promedio (para la edad y escolaridad)
  - Encima del promedio
  - Debajo del promedio
- Cualitativo:
  - Trastornos de inspiración: inflación, déficit de inspiración.
  - Trastornos del talento: 
    - De inicio precoz: retraso y pseudoretraso mental.
    - De inicio tardío: demencia, bradifrenia, pseudodemencia.

### Psicomotricidad
- Normal: Eucinesia
- Discinesias:
  - Alteraciones de la conación: 
    - Cuantitativas: abulia, hipobulia o hiperbulia.
    - Cualitativas: comportamientos impulsivos o compulsivos.

  - Alteraciones de la ejecución:
    - Cuantitativas:
      - Psicomotricidad exaltada: inquietud psicomotora, agitación psicomotora, hipercinesia, convulsión
      - Psicomotricidad inhibida: hipomimia, hipocinesia, mímica pobre, mímica congelada, motórica pobre, motórica lenta, catalepsia cataplejia, catatonia (flexibilidad cérea, estupor catatónico, negativismo), rigidez, disociación entre mímica y motórica, acinecia, parálisis plúmbea.

    - Cualitativas: 
      - Movimientos repetitivos: acatisia, estereotipias, tics, temblores, manierismos, rituales, paliocinesias
      - Mímica inadecuada, ecosíntomas (ecopraxia, ecolalia, ecomimia), obediencia automática, comportamiento automático

### Capacidad de esfuerzo
- Esfuerzos asertivos para la obtención de metas realistas.

### Conciencia de enfermedad
- Introspección: adecuada, inadecuada, pobre, nula
- Prospección: buena, desviada, alterada, en construcción, pobre, nula

### Juicio de realidad
capacidad para procesar la realidad y adquirir conciencia de ella.
- Normal: acorde, conservado
- Ausente, pobre
- Juicio social

Inteferido

### Conducta habitual y conducta social
- Espontánea o no, se ajusta a lo exigido por los demás, entra en colisión con otros, recibe reproche, rechazo o elogio.
- Red de apoyos.

### Ciclos vitales
- Alimentación: ritmo, carencia, impacto sobre imagen corporal.
  - Trastornos del hambre:
    - Cuantitativos: anorexia, hiporexia, hiperorexia, hiperfagia, sitofobia, bulimia.
    - Cualitativos: picas, coprofagia, mericismo, escrúpulos selectivos, malacia,

  - Trastornos de la sed: potomanía, dipsomanía.
- Sueño y vigilia:
  - Disomnias: Hipersomnia, hiposomnia, insomnio (de conciliación, de mantenimiento, de despertar temprano)
  - Parasomnia: sonambulismo, pesadillas, terror nocturno, bruxismo, enuresis, somniloquía
- Sexualidad:
  - Cualitativo: masturbación, conducta seductora, orientación sexual, parafilias
  - Cuantitativo: Normal, aumentado (hipersexualidad), disminuido (anafrodisia), aversión
- Ciclo menstrual.

### Personalidad de base(conación)
- Egosintónica o egodistónico
- Trastornos de personalidad:
  - Alteraciones cuantitativas:
    - De la voluntad: abulia, hipobulia, hiperbulia

  - Alteraciones cualitativas:
    - Impulsos mórbidos: pica, coprofagia, piromanía, cleptomanía
    - Compulsiones.

  - Por frontalización
  - En rasgos de la personalidad:
    - Raros o excéntricos: paranoide, esquizoide, ezquizotípico.
    - Dramáticos, emocionales o erráticos: antisocial, límite, histriónico, narcisista
    - Ansiosos o temerosos: por evitación, por dependencia, obsesivo-compulsivo
    - Otros: fóbico, epilépticos, psicopáticos.

### Confiabilidad
Paciente con buena sinceridad en la administración de datos sobre el consumo de sustancias tóxicas pero debido a su condición patológica estos datos pueden sufrir cambios por la extrapolación que ella presenta. La confiabilidad de una evaluación psicológica va a depender en gran medida del instrumento de medición. 